# シスター (プス・ン・ブーツのアルバム)
| 専門評論家によるレビュー | 専門評論家によるレビュー |
| レビュー・スコア         | レビュー・スコア         |
| 出典                     | 評価                     |
| ------------------------ | ------------------------ |
| オールミュージック       | [ 1 ]                    |
| American Songwriter      | [ 2 ]                    |

『シスター』（Siter）は、ブルックリンを拠点に活動するオルタナ・カントリー・トリオ、プス・ン・ブーツによるフルレングスのセカンド・アルバムで、2020年2月14日にブルーノート・レコードからリリースされた。9曲のオリジナル曲と、トム・ペティ、ドリー・パートンなどのアーティストの5曲のカバー曲が収録されている。

## 収録曲
| #   | タイトル               | 作詞・作曲                                                 | 時間 |
| --- | ---------------------- | ---------------------------------------------------------- | ---- |
| 1.  | 「Jamola」             | サーシャ・ドブソン、ノラ・ジョーンズ、キャサリン・ポッパー | 3:46 |
| 2.  | 「Its' Not Easy」      | ドブソン、ジョーンズ、ポッパー                             | 4;18 |
| 3.  | 「Nothing You Can Do」 | ドブソン                                                   | 2:46 |
| 4.  | 「Lucky」              | ポッパー                                                   | 4:15 |
| 5.  | 「You and Me」         | ドブソン                                                   | 3:47 |
| 6.  | 「You Don't Know」     | ジョーンズ                                                 | 4:04 |
| 7.  | 「The Great Romancer」 | ドブソン、ドン・ウォズ                                     | 4:25 |
| 8.  | 「Its' Wonderful Lie」 | ポール・ウェスターバーグ                                   | 3:14 |
| 9.  | 「Sister」             | ドブソン、ジョーンズ、ポッパー                             | 2:38 |
| 10. | 「The Razor Song」     | ポッパー                                                   | 4:10 |
| 11. | 「Angel Dream」        | トム・ペティ                                               | 3:24 |
| 12. | 「Same Old Bullshit」  | ヘレン・ロジャース                                         | 4:12 |
| 13. | 「Joey」               | ジャネット・ナポリターノ                                   | 4:01 |
| 14. | 「The Grass is Blue」  | ドリー・パートン                                           | 4:12 |

## パーソネル
| プス・ン・ブーツ - ノラ・ジョーンズ - ボーカル、エレクトリックギター、ドラムス、アコースティックギター、ピアノ、ポンプオルガン - サーシャ・ドブソン - ボーカル、エレクトリックベース、エレクトリックギター、ドラム、アコースティックギター - キャサリン・ポッパー - ボーカル、エレクトリックベース、ドラムス、コンティニューム、エレクトリックギター、ギター、アプライトベース | 技術 - トム・シック – レコーディング、ミキシング（イリノイ州シカゴのザ・ロフト） - マーク・グリーンバーグ - レコーディングおよびミキシング助手 - グレッグ・キャルビ – マスタリング（ニュージャージー州エッジウォーターのスターリング・スタジオ） - スティーヴ・ファロン - マスタリング助手 - アンディ・トーブ – エンジニア(2、4、5)（ニューヨーク州ブルックリンのブルックリン・レコーディング） - サミュエル・ワール - エンジニア助手(2、4、5) - ダニー・クリンチ – 撮影 - シドニー・ニコルズ – アート・ディレクション、デザイン - ヘア&メークアップ - ジェフ・ゴーティエ、ステイシー・スキナー - スタイリスト - ミンディ・サアド |